# Чифтелер
Чифтелер (тур. Çifteler)— город и район провинции Эскишехир региона Центральная Анатолия Турции. Согласно переписи 2000 года, население района составляет 16 716 человек, из которых 11 872 проживают в городе Чифтелер. Район занимает площадь 820 км2, а средняя высота составляет 875 м.
Статус административного центра город получил в 1954 году согласно закону № 6821 от 28 июня 1954 года.

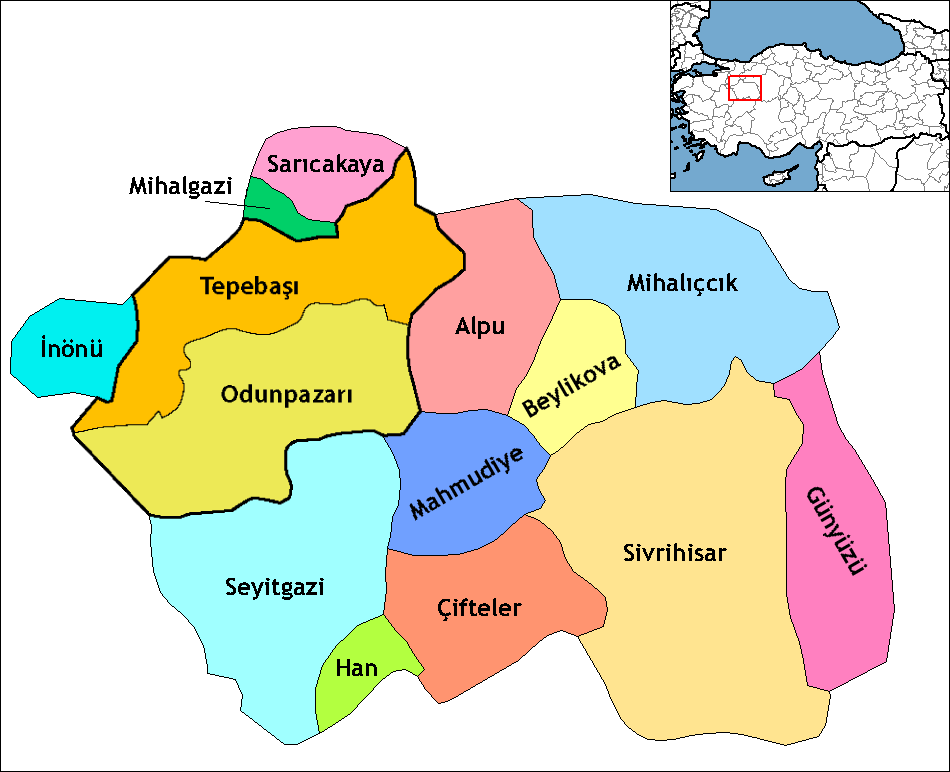
Местоположение Чифтельер в Турции.

## Известные жители
Абдиль Цейлан (род. 1983) — олимпийский бегун.